# Kalijaga (Aikmel)
Kalijaga is een bestuurslaag in het regentschap Oost-Lombok van de provincie West-Nusa Tenggara, Indonesië. Kalijaga telt 8273 inwoners (volkstelling 2010).